# Aragónia zászlaja

Aragónia zászlaja

Aragónia zászlaja a 14. században keletkezett. Aragónia tartományi címerén szerepel a legendás Sobrarbe királyság emblémája, Iñigo Arista fehér keresztje és Aragónia címerének 14. századi és mai változata. Aragónia, Kasztília, León és Navarra mellett (CLAN) a Spanyol Királyság 4 alapítójának egyike.